# Paweł Czapiewski
Paweł Czapiewski (* 30. března 1978, Stargard) je polský atlet, běžec, jehož specializací je běh na 800 metrů.
První úspěch zaznamenal v roce 1999 na mistrovství Evropy do 23 let v Göteborgu, kde vybojoval bronzovou medaili. V roce 2001 získal bronzovou medaili na mistrovství světa v kanadském Edmontonu. O rok později se stal ve Vídni halovým mistrem Evropy. Na evropském šampionátu v Mnichově 2002 doběhl ve finále na čtvrtém místě. V roce 2008 reprezentoval na letních olympijských hrách v Pekingu, kde skončil v úvodním rozběhu.

## Osobní rekordy
Jeho halový osobní rekord ho řadí na páté místo v historických tabulkách. Rychleji zaběhli půlku v hale jen Ismail Ahmed Ismail ze Súdánu, Keňan Joseph Mutua, Rus Jurij Borzakovskij a světový rekord drží dánský půlkař keňského původu Wilson Kipketer.
- 800 metrů (hala) – 1:44,78 – 3. března 2002, Vídeň
- 800 metrů (dráha) – 1:43,22 – 17. srpna 2001, Curych